# Лиманова (гмина)
Гмина Лиманова (пол. Gmina Limanowa)  —  сельская гмина (волость) в Польше, входит как административная единица в Лимановский повет,  Малопольское воеводство. Население — 22 756 человек (на 2005 год).

## Демография
Данные по переписи 2005 года:
| Перепись                         | Всего   | Всего | Женщины | Женщины | Мужчины | Мужчины |
| -------------------------------- | ------- | ----- | ------- | ------- | ------- | ------- |
| Единицы                          | человек | %     | человек | %       | человек | %       |
| Население                        | 22 756  | 100   | 11 309  | 49,7    | 11 447  | 50,3    |
| Плотность населения (чел./кв.км) | 149     | 149   | 74      | 74      | 75      | 75      |

## Поселения
1. Балажувка
2. Канина
3. Киселювка
4. Клодне
5. Кошары
6. Липове
7. Лососина-Гурна
8. Маковица
9. Менцина
10. Млынне
11. Мордарка
12. Нове-Рыбе
13. Пасербец
14. Писажова
15. Рупнюв
16. Секерчина
17. Совлины
18. Старе-Рыбе
19. Стара-Весь
20. Валёва-Гура
21. Высоке

## Соседние гмины
1. Гмина Хелмец
2. Гмина Йодловник
3. Гмина Ляскова
4. Лиманова
5. Гмина Лапанув
6. Гмина Лососина-Дольна
7. Гмина Луковица
8. Гмина Подегродзе
9. Гмина Слопнице
10. Гмина Тшчана
11. Тымбарк